# Sender Weimar (Rundfunk der DDR)
Als Sender Weimar strahlte von Mitte der 1950er Jahre bis 1990 das Weimarer Funkhaus des Rundfunks der DDR seine regionalen oder zentralen Radiosendungen bzw. -programme aus. Das regionale Sendegebiet umfasste die Bezirke Erfurt, Gera und Suhl, die in etwa dem Territorium des vorherigen Landes Thüringen entsprachen.

## Rundfunk der Region bis 1945
Bis 1945 gehörte der Thüringer Raum zum Sendegebiet der Mitteldeutschen Rundfunk AG – MIRAG, ab 1934 als Reichssender Leipzig firmierend. Bedarfsbesprechungstellen (Studios) unterhielt die Leipziger Station in Weimar, Jena und Oberhof, zeitweise auch in Erfurt, Gera und Eisenach.

## Rundfunk der Region von 1945 bis 1952

### Rundfunk in der Sowjetischen Besatzungszone nach 1945
Nach dem Zweiten Weltkrieg und dem Zusammenbruch des nationalsozialistischen Rundfunks bauten deutsche Antifaschisten unter Führung von KPD-Funktionären auf Befehl der sowjetischen Besatzungsmacht ein Rundfunksystem für die Sowjetische Besatzungszone auf. Dieses Rundfunksystem in der SBZ/DDR hatte von 1945 bis 1952 folgende Struktur:
Berliner Rundfunk (als Leitstation für alle Sender in der Sowjetischen Besatzungszone sowie als Leitsender für Berlin, Brandenburg und Mecklenburg-Vorpommern; Sendestart: 13. Mai 1945, ab 22. Mai 1945 als Berliner Rundfunk)
- Landessender Schwerin (für Mecklenburg-Vorpommern; Sendestart: 24. Dezember 1945)

- Studio Rostock
- Landessender Potsdam (für Brandenburg; Sendestart: 22. Juni 1946)

- Studio Cottbus (für die Region Cottbus; Sendestart: um 1948/49)

Mitteldeutscher Rundfunk (für Sachsen, Thüringen und Sachsen-Anhalt; Sitz: Leipzig; Sendestart: 15. September 1945, ab November 1945 als Mitteldeutscher Rundfunk firmierend und bis zur Inbetriebnahme eines als Funkhaus hergerichteten Gebäudes am 4. Juni 1946 aus dem Berliner Funkhaus sendend)
- Landessender Dresden (für Sachsen; Sendestart: 7. Dezember 1945)

- Studio Chemnitz
- Landessender Weimar (für Thüringen; Sendestart: 1. Januar 1946 nach Versuchssendungen ab November 1945)

- Studio Erfurt
- Landessender Halle (für Sachsen-Anhalt, Sendestart: 24. Dezember 1946)

- Studio Magdeburg
Deutschlandsender (für ganz Deutschland; Sitz: Berlin; Sendestart: 1. Mai 1949)
Der Berliner Rundfunk und der Mitteldeutsche Rundfunk arbeiteten in ihrem jeweiligen Sendegebiet als eine Senderkette, wobei die Landessender regionale Fensterprogramme erstellten – eingebettet in die Programmstruktur des jeweils zuständigen Leitsenders (Berliner Rundfunk oder Mitteldeutscher Rundfunk). Im Zuge des weiteren Aufbaus von Rundfunkstrukturen installierten die Rundfunkverantwortlichen mit den entsprechenden Stellen in den Ländern nach und nach die o. a. Regionalstudios, jeweils mit Zulieferfunktion für die Funkhäuser in Berlin bzw. Leipzig oder die Landessender. Das Studio Cottbus verbreitete ab ca. 1948/49 als einziges Studio eigene Regionalsendungen über Drahtfunk, ebenfalls eingebettet im Programm des Berliner Rundfunks.
Der Deutschlandsender war der Intendanz des Berliner Rundfunks unterstellt, hatte aber eine eigene Chefredaktion. Ohnehin hatte der Berliner Rundfunk bis 1952 die Funktion einer Leitstation für alle Funkhäuser und Studios in der SBZ/DDR.
Oberste Instanz war die Generalintendanz für den demokratischen Rundfunk, zuständig für alle Rundfunkstationen und deren jeweilige Senderkette mit den dazugehörigen Landessendern sowie den Regionalstudios. Somit hatte der Rundfunk in der Sowjetischen Besatzungszone und der späteren DDR trotz des erheblichen Produktionsumfangs der Funkhäuser und Studios in den Ländern und des Einflusses der KPD/SED in den Länderverwaltungen bis 1952 keine föderale Struktur, sondern war ein zentrales Rundfunksystem mit einem Generalintendanten in Berlin. Keine dieser als öffentlich-rechtliche Einrichtungen firmierten Funkhäuser oder Studios und keine der beiden Senderketten war eine eigene Rechtspersönlichkeit.

### Landessender Weimar
Ende 1945 begann auf Initiative der Rundfunkverantwortlichen in Berlin, der Landesregierung Thüringen, der Sowjetischen Militäradministration in Deutschland (SMAD) und der Post der Aufbau eines Landessender für Thüringen in der Landeshauptstadt Weimar. Nach Versuchssendungen ab November 1945 nahm der Sender als Außenstelle des Berliner Rundfunks am 1. Dezember 1945 seine Arbeit auf. Offizieller Sendestart war der 1. Januar 1946. Kurze Zeit später nannte sich die Station Landessender Weimar. Der Sender hatte seinen Sitz im Hotel Elephant. Das Hotel war in den 1930er-Jahren als Weimarer Residenz Adolf Hitlers gebaut worden – inklusive eines voll funktionsfähigen Bedarfsstudios mit Anschluss an das Netz der Reichs-Rundfunk-Gesellschaft. Dieses Studio war 1945 noch voll funktionstüchtig. Fehlende Ausrüstung – wie Bandmaschinen, Mikrofone usw. – kamen zum Teil aus dem Bedarfsstudio Oberhof.
Da in Folge des weiteren Vordringens der Ostfront Teile des Musikarchivs des Reichssenders Breslau nach Weimar in die Nietzsche-Hallen ausgelagert worden waren, konnte die Weimarer Station nach 1945 auf dieses Musikarchiv zurückgreifen. Anders als in anderen Funkhäusern und Studios nach dem Zweiten Weltkrieg, die selten über ein ausreichendes Schallarchiv verfügten, stellte die musikalische Ausgestaltung der Sendungen in Weimar kein Problem dar.

### Funkhaus Weimar
Da die Räumlichkeiten im Hotel Elephant ohnehin nur ein Provisorium sein konnten, einigten sich die Rundfunkverantwortlichen in Weimar auf den Umbau der nicht fertiggestellten Nietzsche-Gedächtnishalle zu einem Funkhaus. Nach einjähriger Bauzeit erfolgte am 1. Juni 1947 die erste Ausstrahlung einer Sendung aus diesem Funkhaus. Die offizielle Einweihung war am 11. Juni 1947.
Das Funkhaus war technisch vorzüglich ausgestattet und hatte eine vorbildliche Akustik. Es verfügte über zwei Schallaufnahmen mit Sprecherraum sowie einem Schaltraum, einem kleinen und einem großen Sendesaal – der große Sendesaal mit 300 Sitzplätzen –, über 50 Arbeits- und Büroräume, einer Werkstatt und Garagen für den Fuhrpark, wie Übertragungswagen u. Ä.

### Produktionsprofil
Der Landessender war eingebunden mit regionalen 
Fensterprogrammen und überregionalen Programmblöcken in die Programmstruktur des Mitteldeutschen Rundfunks mit Sitz in Leipzig, zu dessen Senderkette er gehörte.
Das tägliche Programmvolumen betrug zwei bis drei Regionalfenster über den Tag verteilt mit einer Sendezeit von knapp drei Stunden und wöchentlich etwa neun überregionale Programmblöcke von durchschnittlich je 75 Minuten im zentralen Programm des Mitteldeutschen Rundfunks. Das entsprach einer durchschnittlichen täglichen Sendezeit (regional und überregional) von etwa 4½ Stunden.
Zum Produktionsprofil gehörten Landesnachrichten, der Landfunk, die Presseschau und ein Wirtschaftsmagazin, Umsiedler- und Heimkehrersendungen, die Beantwortung von Hörerfragen sowie Musik- und Unterhaltung, Sondersendungen zu anstehenden Wahlen und die Produktion von klassischer und volkstümlicher Musik sowie von Hörspielen.

### Studio Erfurt
Nachdem der Aufbau von zwei Senderketten und dazugehörigen Landessendern abgeschlossen war, initiierten die Rundfunkverantwortlichen in Berlin mit den entsprechenden Stellen in den Ländern den Aufbau von Regionalstudios. Dies und die Tatsache, dass inzwischen Erfurt zur Landeshauptstadt ernannt worden war, führte am 15. Juli 1949 zur Inbetriebnahme eines Regionalstudios in Erfurt – in erster Linie für Zulieferungen aus der neuen Landeshauptstadt zum Programm des Landessenders Weimar, aber auch für das Programm des Mitteldeutschen Rundfunks und die anderen Sender der Sowjetischen Besatzungszone (SBZ)/DDR.

## Rundfunk der Region von 1952 bis 1964
Mit der Auflösung der Länder und der Errichtung von Bezirken als Verwaltungseinheiten im Sommer 1952 ging einher eine Umstrukturierung des Rundfunks in der DDR mit der Gründung des Staatliche Rundfunkkomitee (SRK). Die Bezirke Erfurt, Gera und Suhl entsprachen in etwa dem Sendegebiet des ehemaligen Landessenders Weimar.

### Bezirksstudios
Als Folge der Umstrukturierung des DDR-Rundfunks waren die Funkhäuser und Studios in den bisherigen Ländern ab Sommer 1952 Bezirksstudios, nur noch mit einer Zuliefererfunktion für die in Berlin oder zum Teil in Leipzig produzierten zentralen Programme.
In Bezirksstädten, in denen es noch keine Radiostudios gab, baute das Rundfunkkomitee solche auf, wie zum Beispiel in Suhl, Gera, Frankfurt (Oder) und Neubrandenburg.
Den stark reduzierten Produktions- und Sendebetrieb des Funkhauses Weimar übernahm das Studio Erfurt.
Das Funkhaus Weimar diente von 1952 bis 1955 als Rundfunkschule. Die Rundfunkschule hatte bis 1952 ihren Sitz im Funkhaus Berlin-Grünau gehabt. Im Jahre 1952 musste das Funkhaus Grünau einen Teil des Redaktions-, Produktions- und Verwaltungspotentials des noch nicht komplett fertiggestellten Berliner Funkhauses in der Nalepastraße auffangen.
Im Sommer 1953 kam es zur ersten Korrekturen der Programmstruktur. Dies führte dazu, dass die Bezirksstudios regionale Fenster erstellten. Dabei teilten sich drei Studios eine Frequenz einer der drei zentralen Programme und sendeten im Wechsel auf dieser Frequenz täglich eine halbe Stunde. Ein Studio fungierte hierbei als Leitstudio. Die angeschlossenen Studios überspielten ihre Sendungen zum Leitstudio, welches die Sendungen abstrahlte. Das Studio Erfurt fungierte als Leitstudio für die Studios Gera und Suhl.
Berlin I
- Erfurt = Gera – Suhl

Berlin II
- Dresden = Karl-Marx-Stadt (Chemnitz) – Görlitz (sorbisch)

Berlin III
- Schwerin = Rostock – Neubrandenburg
- Potsdam = Cottbus – Frankfurt
- Leipzig = Halle – Magdeburg.[27][28][29]

### Die 1950er Jahre – eine Zeit des Experimentierens
Die folgenden Jahre waren eine Zeit des Experimentierens, sowohl für die zentralen und noch mehr für die regionalen Programme – in Bezug auf die Frequenzen, die Sendezeiten und den jeweiligen Sendeverbund der Regionalprogramme. So kehrte 1955 der DDR-Rundfunk zum System der nebeneinander existierenden Radiosender mit eigenem Namen und Intendanten zurück (Berliner Rundfunk, Radio DDR und Deutschlandsender). Die größeren Bezirksstudios waren wieder Funkhäuser, denen wiederum kleinere Studios angegliedert waren. Funkhäuser und Studios unterstanden ab Anfang 1956 Radio DDR und waren in dessen Programmstruktur integriert. Potsdam und Frankfurt waren von 1958 bis 1970 dem Berliner Rundfunk zugeordnet.
So gewann 1955 das Funkhaus Weimar wieder seinen alten Status zurück. Der Produktions- und Sendebetrieb verlagerte sich vom Studio Erfurt zurück ins Funkhaus Weimar, dem die Studios Erfurt und Suhl angegliedert waren. Das Studio Gera war von Januar bis September 1955 dem Leistudio Dresden zugeordnet. Dem Leistudio Dresden ebenfalls zugeordnet war das Studio Karl-Marx-Stadt. Ab September 1955 bildeten Dresden – nun als Funkhaus – sowie die Studios Karl-Marx-Stadt und Gera einen Sendeverbund. Doch bereits im Februar 1956 gehörte das Studio Gera zum Sendeverbund mit Weimar, Erfurt und Suhl. Dresden und Karl-Marx-Stadt bildeten alleine einen Verbund.
Die Reaktivierung des Weimarer Funkhauses war möglich geworden, da Kapazitäten vom Funkhaus Berlin-Grünau ins fast fertig gestellte Funkhaus Nalepastraße hatten verlegt werden können, und somit auch die Rundfunkschule von Weimar zurück nach Berlin-Grünau.
Neben der Übertragungstechnik gehörte ab 1956 auch die Studiotechnik zur Deutschen Post, ohne dass ein wirklicher Nutzen zu erkennen gewesen wäre – im Gegenteil, denn der Verwaltungsaufwand stieg erheblich.
Als Ergebnis der Experimentier-Jahre wies Ende der 1950er Jahre der DDR-Rundfunk folgende Struktur aus:
Berliner Rundfunk
- Berliner Rundfunk (Unterhaltung und Politik aus und für Ostberlin sowie für die übrige DDR)
- Berliner Welle (Unterhaltung und Politik für Westberlin)

- Regionalsendungen und -beiträge aus dem Funkhaus Potsdam und dem Studio Frankfurt (Oder) in beiden Programmen

Radio DDR
- Radio DDR I (Information und Unterhaltung)
- Radio DDR II (Kultur, Bildung und Weltanschauung)

- Regionalprogramme aus den Bezirksfunkhäusern und -studios (von 1958 bis 1970 außer Potsdam und Frankfurt)

Deutschlandsender (Programm für ganz Deutschland)
Radio Berlin International (Sendungen für das Ausland in verschiedenen Sprachen)
Damit war in der DDR eine Radiostruktur geschaffen worden, die im Wesentlichen bis zum Ende der DDR Bestand haben sollte.

### Regionalprogramme Ende der 1950er und Anfang der 1960er Jahre
Da Radio DDR II sein UKW-Netz erst ab 19:00 Uhr und später ab 18:00 Uhr für eigene Sendungen nutzte, strahlte Radio DDR I im Laufe des Tages sein Programm über dieses Sendenetz ab. Die Funkhäuser und Studios in den Bezirken integrierten ihre regionalen Fenster in die Programmstruktur von Radio DDR I. Sie sendeten zu verschiedenen Zeiten in unterschiedlicher Dauer über den Tag verteilt auf Frequenzen von Radio DDR II – bis zum vollständigen Ausbau des UKW-Netzes auch auf Radio-DDR-I-Frequenzen. So sendete am Programmtag, Montag, dem 28. Dezember 1959, das Funkhaus Leipzig drei regionale Fenster mit einer Gesamtsendezeit von 4 Stunden und 55 Minuten, das Studio Neubrandenburg dagegen ein eigenes Fenster von nur zehn Minuten. Halle, Karl-Marx-Stadt und Gera sendeten an diesem Tag gar nicht. Das Funkhaus Weimar – im Sendeverbund mit Gera und Suhl – kam mit drei Fenstern auf eine Sendezeit von 2 Stunden und 15 Minuten. Das Studio Suhl sendete innerhalb des Sendeverbunds ein bezirkliches Regionalfenster von 5 Minuten.
Der Sender Potsdam – mit dem Studio Frankfurt/Oder von 1958 bis 1970 dem Berliner Rundfunk zugeordnet – sendete am Programmtag Montag, dem 28. Dezember 1959, eine Sendung von 1 Stunde und 10 Minuten im zentralen Vormittagsprogramm des Berliner Rundfunks und 2 Stunden ein regionales Fenster für den Bezirk Potsdam im Nachmittagsprogramm der Berliner Welle. Frankfurt sendete gar nicht.
Wie alle anderen Radio DDR unterstehenden Funkhäuser und Studios sendeten ab Februar 1963 Weimar, Gera und Suhl ihr gemeinsames tägliches Regionalprogramm einheitlich auf einer Radio-DDR-II-Frequenz: montags bis sonnabends von 18.00 bis 18.55 Uhr und sonntags von 7:10 bis 11:00 Uhr.

## Rundfunk der Region von 1964 bis 1983
Die 1960er und 1970er Jahre waren Jahre, in denen der DDR-Rundfunk eine Kontinuität im regionalen Sendebetrieb erreichte, die einherging mit einer sukzessiven Erhöhung der Regionalangebote.

### Einheitliche Regionalangebote ab 1964
Nach zwölf Jahren des Experimentierens kam es im Juni 1964 wiederum zu einer Neustrukturierung der Regionalprogramme, die im Hinblick auf Frequenzen, Sendezeiten und Sendeverbunde letztendlich zu einer Kontinuität führen sollte. Die Hörerforschung hatte ergeben, dass die Einschaltquoten in den Früh- und Morgenstunden am höchsten waren. Durchschnittlich hörten die meisten DDR-Bewohner morgens etwa 40 Minuten Radio. Das veranlasste die DDR-Rundfunkverantwortlichen, sechs Regionalprogramme in der Zeit von 6:05 Uhr bis 10:00 Uhr auf Frequenzen von Radio DDR II auszustrahlen – bis auf Rostock und Cottbus alle in einem Sendeverbund, bei dem ein oder zwei Studios einem Funkhaus zugeordnet waren, wobei Neubrandenburg zunächst das erste Studio war, das innerhalb des Sendeverbunds Schwerin/Neubrandenburg ein Regionalfenster in der Zeit von 6:05 – 7:57 Uhr sendete.
Radio DDR strahlte über sein zweites Programm folgende Regionalangebote aus:
- Rostock
- Schwerin

Neubrandenburg
- Cottbus (mit Studio Bautzen)
- Dresden – Karl-Marx-Stadt
- Weimar (mit Büro Erfurt) – Gera – Suhl
- Leipzig – Halle – Magdeburg

Der Sender Potsdam und das Studio Frankfurt (Oder) gehörten bis 1970 weiterhin zum Berliner Rundfunk und sendeten auf dessen Frequenzen – Potsdam wochentags von 6:05 Uhr bis 8:30 Uhr oder 9:00 Uhr und von 12:00 Uhr bis 12:30 Uhr, Frankfurt von 12:30 Uhr bis 13:00 Uhr – später zu anderen Zeiten, allerdings als einzige Bezirksstation nicht in den Früh- und Morgenstunden.
Nach und nach begannen auch die anderen Studios regionale Fensterprogramme innerhalb des Sendeverbunds auszustrahlen, wobei der allgemeine Sendebeginn der Regionalprogramme sukzessive um eine Stunde auf 5:05 Uhr vorverlegt wurde.

### Sender Weimar von 1964 bis 1983
Der Sender Weimar sendete in einem Sendeverbund mit den Studios Gera und Suhl. Das Studio Erfurt hatte die Funktion eines Korrespondentenbüros für die Berichterstattung aus der Bezirksstadt. Weimar war das einzige Bezirksfunkhaus, das seinen Sitz nicht in einer Bezirksstadt hatte.
So wie alle Regionalprogramme bestand auch das Weimarer Programm über all die Jahre aus einem zwei-, später dreistündigen Morgenmagazin mit Zentral- und Regionalnachrichten, Wetter, Verkehr, Servicetipps sowie verschiedene Rubriken bei einem hohen Anteil populärer Musik, gefolgt von einer Musiksendung, einem unterhaltsamen Regionalmagazin oder Vor-Ort-Reportagen mittels Ü-Wagen und der Gruß- und Wunschsendung, sonntags ein Konzert.
Für das Weimarer Programm produzierten die Studios Erfurt, Gera und Suhl Zulieferungen.
Zentralnachrichten kamen von der Hauptabteilung Nachrichten im Berliner Funkhaus als Übernahme von Radio DDR, Regionalnachrichten aus dem Funkhaus Weimar.
Zur Palette der Musikproduktion des Funkhauses gehörten aufwendige Werke klassischer Musik. Profitieren konnte das Funkhaus dabei von einer fruchtbaren Zusammenarbeit mit der Staatskapelle Weimar und anderen künstlerischen Ensembles und Institutionen der drei Thüringer Bezirke. Eine solche Zusammenarbeit fruchtete auch für die Produktion Volks- und volkstümlicher Musik, für die sich das Funkhaus in starkem Maße engagierte. Zu diesem Zweck wurden auf Initiative verschiedener Musikredakteure des Senders hin auch spezielle Besetzungen gegründet, deren Mitglieder aus Orchestermusikern und freiberuflichen Solisten bestanden. Diese Musikgruppen, beispielsweise die Ilmtaler Musikanten oder das Hetschburg Trio, traten allerdings nicht live auf.
Darüber hinaus realisierte das Funkhaus Weimar Hörspielproduktionen.
Als ungünstig für die Akzeptanz der Regionalprogramme erwies sich, dass sich auf den zugeteilten Frequenzen zwei Radioprogramme eine Frequenz teilen mussten, die im Hinblick auf den Programmauftrag und dessen Gestaltung nichts miteinander gemein hatten. Das Regionalprogramm war familiär, heimatverbunden und unterhaltsam, Radio DDR II dagegen ein Kultur- und Bildungskanal mit viel klassischer und ernster Musik sowie einem hohen Anteil an Wortbeiträgen, so dass es nach dem Zuschalten zum Zentralprogramm um 10:00 Uhr immer zu einem Stilbruch kam, oder der Zuhörer wechselte auf eine andere Welle und am nächsten Tag wieder zurück. Das ausschließliche Senden auf UKW und der geringe Ausstattungsgrad der DDR-Haushalte mit UKW-Radioempfangsgeräten in den 1960er und zum Teil noch in den 1970er Jahren wirkten sich ebenfalls negativ auf die Rezeption der Regionalprogramme aus.
Im Oktober 1968 begannen die Frühsendungen aus Weimar bereits eine Stunde früher um 5:05 Uhr.
Ab 1977 sendete das Funkhaus Weimar komplett in Stereo.
Im Wechsel mit den Sendern Leipzig und Dresden sowie zeitweise auch mit Schwerin gestaltete der Sender Weimar etwa viermal im Jahr an Dienstagen im Abendprogramm von Radio DDR II einen Weimarer Abend. Das waren jeweils fünf Stunden mit viel klassischer Musik und Berichten aus dem kulturellen und intellektuellen Leben der Bezirke Erfurt, Gera und Suhl.
Weitere zentral ausgestrahlte Sendungen waren etwa viermal im Jahr die vierzigminütige Sendung Zur Abendstunde mit Volksmusik im Vorabendprogramm und Heute vom Sender Weimar in der Nachtschiene von Radio DDR I – ca. zweimal im Jahr in der Nacht von Freitag auf Sonnabend von 0:05 bis 2:00 Uhr.
Außerdem erfolgten Zulieferungen und Liveschaltungen aus Weimar, Erfurt, Gera und Suhl zu den zentralen Programmen.
Darüber hinaus gestaltete der Sender Weimar mit und für Radio DDR bezirkliche Sondersendungen zu bestimmten Großereignissen – wie Parteitagen oder einem runden Nationalfeiertag usw. –, die in der Regel sowohl im zentralen als auch im regionalen Programm ausgestrahlt wurden.
Aufgrund fehlender UKW-Frequenzen war das Regionalprogramm Weimar – Gera – Suhl der einzige Sendeverbund, bei dem die zugeordneten Studios keine bezirklichen Regionalfenster in Form eines Morgenmagazins sendeten. Es blieb bei der Zuliefererfunktion.

### DEFA-Studio für Synchronisation
Von 1955 bis 1985 betrieb die Deutsche Film AG (DEFA) im Funkhaus Weimar ein Synchronisationsstudio. Neben den Produktionsstätten in Berlin und Leipzig war dies das dritte Studio dieser Art. Die DEFA nutzte dafür als Untermieter den Kleinen Sendesaal des Weimarer Funkhauses.
Nach Auszug des DEFA-Synchronisationsstudios im Jahre 1985 nutzte der Sender Weimar wieder den Kleinen Sendesaal für eigene Produktionen.

### Regionalprogramme Ende der 1970er und Anfang der 1980er Jahre
Bis Ende des Jahres 1978 war bei Radio DDR eine Struktur von 11 Regionalangeboten geschaffen worden, bei denen vier Studios Fensterprogramme in einem Verbund mit einem Funkhaus sendeten, davon zwei Studios ein gemeinsames Fenster im Wechsel gestalteten. Die Funkhäuser sendeten wochentäglich fünf, die Studios drei Stunden, der Sender Rostock von Mai bis September 15 Stunden, was einer durchschnittlichen wochentäglichen Sendezeit von 51 Stunden entsprach:
- Rostock
- Schwerin

Neubrandenburg
- Potsdam

- Frankfurt

- Cottbus (mit Studio Bautzen)
- Dresden

Karl-Marx-Stadt
- Weimar (mit Büro Erfurt) – Gera – Suhl
- Leipzig

Halle/Magdeburg

## Regionalfunk in den 1980er Jahren
Die bis 1978 herausgebildete Regionalstruktur bei Radio DDR hatte bis Mitte der 1980er Jahre Bestand. Danach begann der DDR-Rundfunk, die Regionalprogramme langfristig auszubauen.

### Sender Weimar/Gera/Suhl von 1983 bis 1989
Die Erweiterungspläne für die Regionalprogramme führten dazu, dass das Funkhaus Weimar ab Januar 1984 sein Frühprogramm um eine Stunde auf 4.05 Uhr vorverlegte. Im Mai 1986 erweiterte das Funkhaus Weimar die Sendezeiten des Regionalprogramms um drei Stunden und sendete bis 13.00 Uhr. Die Ausstrahlung des erweiterten Programms erfolgte auf Frequenz des sich in der Entwicklung befindlichen Jugendradios DT 64, das sein Programm erst um 13:00 Uhr begann, wodurch der Stilbruch beim Zuschalten auf das Zentralprogramm auf diesen Frequenzen weniger scharf war als beim Zuschalten auf Frequenzen von Radio DDR II, dem Kultur- und Bildungsprogramm.

### Regionalprogramme ab Dezember 1987
Zum Dezember 1987 war der geplante Ausbau der Regionalprogramme im Großen und Ganzen abgeschlossen. Damit unterstanden die Funkhäuser und Studios nicht mehr Radio DDR, sondern hatten eine Art eigene Intendanz in Berlin.
Die Funkhäuser sendeten auf den Frequenzen von Radio DDR II, dessen Sendebeginn auf 13:00 Uhr verlegt worden war, und zum Teil auf Frequenzen des zum Vollprogramm entwickelten Jugendradios DT 64 von 4:05/5:05 Uhr bis 13:00 Uhr, die Studios – sie nannten sich jetzt Sender – von 4:05/5:05 Uhr bis 10:00 Uhr. Leipzig und später auch Rostock in seinem Winterprogramm sendeten zusätzlich ein Regionalfenster von 17:00 Uhr bis 19:00 Uhr.
Alle ehemaligen Studios standen in einem Sendeverbund mit einem größeren Funkhaus, wobei es dabei blieb, dass der Sendeverbund Weimar/Erfurt/Gera/Suhl der einzige war, bei dem die Bezirksstudios keine eigenen Fenster in Form von Regionalprogrammen erstellten, obwohl das Weimarer Programm inzwischen über fünf UKW-Frequenzen ausgestrahlt wurde, die bezirklichen Auseinanderschaltungen gestattet hätten. Möglicherweise hatte der DDR-Rundfunk diesbezüglich sogar Pläne, zu deren Realisierung es aufgrund der Wendeereignisse 1989/90 nicht mehr kam.
Die wochentägliche Sendezeit aller 11 Regionalprogramme betrug 87 Stunden.
Bis 1989/90 sollten sich die Regionalprogramme nochmals dahingehend entwickeln, dass Halle und Magdeburg ab Januar 1989 separat sendeten und das Studio Bautzen im Haus der Sorben ab Oktober 1989 ein anderthalbstündiges – später bis auf drei Stunden erweitertes – Morgenmagazin in Sorbisch ausstrahlte. Damit erhöhte sich die wochentägliche Sendezeit der nun 13 Regionalprogramme auf 95 Stunden, woran das Programm Weimar/Gera/Suhl einen Anteil von rund 9 Stunden hatte.
- Rostock
- Schwerin

Neubrandenburg
- Potsdam

Frankfurt (Oder)
- Cottbus

Bautzen (sorbisch)
- Dresden

Karl-Marx-Stadt
- Weimar (mit Büro Erfurt) – Gera – Suhl
- Leipzig

Halle
Magdeburg.

### Resonanz des neuen Weimarer Programms
Das erweiterte Weimarer Regionalangebot zeigte eine positive Wirkung auf das Hörerverhalten. Denn das Senden auf Frequenzen DT 64 vermied einen zu starken Stilbruch beim Zuschalten nach Sendeschluss auf dieses Programm. Der inzwischen gestiegene Ausstattungsgrad an UKW-Radioempfängern wirkte sicherlich ebenfalls positiv auf das Hörerverhalten. Die zentralen Programme hatten in Bezug auf die Einschaltquoten das Nachsehen.
Mit der Erweiterung der Regionalangebote entfielen für alle Funkhäuser und Studios (außer Rostock) die Nachtsendungen im zentralen Programm.

## Zeit des politischen Umbruchs und nach der Wiedervereinigung
Die Zeit des politischen Umbruchs war in allen DDR-Bezirken – den zukünftigen Ländern – von dem Bestreben gekennzeichnet, das gesamte redaktionelle und technische Produktionspotential von Radio und Fernsehen der Region neu zu organisieren, um ein eigenständiges Rundfunksystem auf Landesebene aufzubauen, unabhängig von der Zentrale in Berlin.

### Thüringer Rundfunk
Dass der Aufbau eines eigenen, von Berlin unabhängigen Rundfunksystems für Thüringen schnell auf Grenzen stoßen würde, war den Rundfunkverantwortlichen in Thüringen klar. So schloss das Funkhaus Weimar bereits im November 1989 einen Kooperationsvertrag mit dem Hessischen Rundfunk ab, denn die Rundfunkverantwortlichen in Thüringen favorisierten ein Zusammengehen mit dem Hessischen Rundfunk.
Ab Sommer 1990 nannten sich die vier Radiostandorte Weimar, Erfurt, Gera und Suhl Thüringer Rundfunk und sendeten das Programm Thüringen 1 von 5:05 Uhr bis 24:00 Uhr. Damit erhöhte sich die Sendezeit von 9 auf 19 Stunden, was zu Lasten des bis dahin bestandenen Umfangs an Musik- und Hörspielproduktionen ging. Lediglich die Nachtschienen des neuen Programms produzierte und sendete das Funkhaus in Berlin.
Der Deutsche Fernsehfunk installierte im Sommer 1990 im ehemaligen Kulturhaus des Ministeriums für Staatssicherheit ein Fernsehstudio für die regionale Berichterstattung aus dem zukünftigen Land Thüringen für die beiden zentralen Fernsehprogrammen und für das Land in den vorgegebenen Zeitfenstern für regionale Fernsehsendungen. Zuvor hatten in Erfurt, Gera und Suhl nur Korrespondentenbüros des Fernsehens bestanden.

### MDR-Landesfunkhaus Thüringen
Mit dem Beitritt der DDR zur Bundesrepublik Deutschland unterstand der Rundfunk (Hörfunk und Fernsehen) gemäß Artikel 36 des Einigungsvertrags dem von Bundeskanzler Helmut Kohl eingesetzten, aus Bayern kommenden Rundfunkbeauftragten für die neuen Bundesländer, Rudolf Mühlfenzl. Dieser hatte die Aufgabe, den ehemaligen staatlichen Rundfunk und das staatliche Fernsehen in föderale Strukturen zu überführen oder abzuwickeln.
Eine Weiterführung des bestehenden Rundfunksystems unter Federführung der Neuen Länder und Berlins war politisch nicht gewollt, aber eigene Landesrundfunkanstalten nicht zu finanzieren.
So waren sich die Landesregierungen Sachsens, Sachsen-Anhalts und Thüringens relativ schnell einig, den Mitteldeutschen Rundfunk neu zu beleben. Dieser Sender mit Sitz in Leipzig nahm am 1. Januar 1992 seinen Sendebetrieb auf und war Mitglied der Arbeitsgemeinschaft der öffentlich-rechtlichen Rundfunkanstalten in der Bundesrepublik Deutschland – ARD. Zur Anstalt gehörten oder gehören noch u. a. die Funkhäuser und Studios in Leipzig, Dresden, Chemnitz, Bautzen, Halle, Magdeburg sowie Weimar, Erfurt, Gera und Suhl, aber auch die in den drei Ländern befindlichen Betriebsstätten des Fernsehens. In jedem Land unterhält der Sender ein Landesfunkhaus für die Produktion von regionalen oder zentralen Hörfunk- und Fernsehprogrammen.
Bis zum Jahr 2000 produzierte das Funkhaus Weimar mit den Studios in Erfurt, Gera und Suhl das Landesprogramm MDR 1 Thüringen sowie Zulieferungen für den MDR bzw. die anderen ARD-Anstalten.
Das Landesfunkhaus wechselte im Jahre 2000 seinen Standort ins neu erbaute und für den digitalen Rundfunk ausgestattete Funkhausgebäude nach Erfurt. Das ehemalige Funkhaus in Weimar steht seit dieser Zeit leer und hat bis dato noch keine neue Bestimmung gefunden.
Zum Thüringer Landesfunkhaus gehört auch das Fernsehen mit einem regionalen Landesmagazin im MDR-Fernsehen und Zulieferungen für den MDR bzw. andere ARD-Anstalten.
Seit 1997 hat der ARD/ZDF-Kinderkanal unter Federführung des Mitteldeutschen Rundfunks seinen Sitz in Erfurt.